# Sogod (Cebu)
Sogod is een gemeente in de Filipijnse provincie Cebu. Bij de census van 2015 telde de gemeente ruim 35 duizend inwoners.

## Geografie

### Bestuurlijke indeling
Sogod is onderverdeeld in de volgende 18 barangays:
| - Ampongol - Bagakay - Bagatayam - Bawo - Cabalawan - Cabangahan - Calumboyan - Dakit - Damolog | - Ibabao - Liki - Lubo - Mohon - Nahus-an - Poblacion - Tabunok - Takay - Pansoy |

## Demografie
Sogod had bij de census van 2015 een inwoneraantal van 35.108 mensen. Dit waren 4.482 mensen (14,6%) meer dan bij de vorige census van 2010. Ten opzichte van de census van 2000 was het aantal inwoners gegroeid met 7.676 mensen (28,0%). De gemiddelde jaarlijkse groei in die periode kwam daarmee uit op 1,63%, hetgeen lager was dan het landelijk jaarlijks gemiddelde over deze periode (1,72%).

De bevolkingsdichtheid van Sogod was ten tijde van de laatste census, met 35.108 inwoners op 119,23 km², 294,5 mensen per km².

## Geboren in Sogod
- Jesus Dosado (1939-2020), R.K. geestelijke en (aarts)bisschop